# Церковь Рождества Христова (Звенигород)
Церковь Рождества Христова — приходской храм Одинцовской епархии Русской православной церкви в городе Звенигороде Московской области, построенный в 1805 году.
Здание церкви является объектом культурного наследия и находится под охраной государства. В настоящее время храм действует, ведутся богослужения.

## История храма
Первоначально на «Супоневом холме за рвом» находился Верхний посад. Там располагались дворы и деревянная церковь Рождества Христова. Приблизительно в XVII—XVIII веках жители этого участка стали активно переселяться за реку, на городскую выгонную землю. В весенний паводок этот район оказывался отрезанным от основного поселения, что создавало населению трудности. В 1642 году Христорождественская церковь была перенесена на новое место на Верхнем посаде.
В 1805 году деревянная церковь была полностью уничтожена пожаром, но уже в 1806 году было построено новое здание трёхпрестольного храма. Были организованы приделы во имя святителя Николая Чудотворца и в честь Седмиезерной иконы Божией Матери, чин освящения проведён в декабре 1806 года.
В 1823 году были завершены все работы по внутреннему убранству центральной части храма. 28 октября 1823 года наместником Саввино-Сторожевского монастыря иеромонахом Мефодием был совершён чин освящения главного престола в честь Рождества Христова.
С 1902 по 1905 годы трапезная разбиралась и перестраивалась. После ремонтных работ эта часть церкви стала отапливаемой, центральный же четверик стал на зиму закрываться специальными воротами.
В 1940—1941 годах в городе Звенигороде этот храм оставался единственным действующим. В 1941 году советские власти приняли решение выслать священника с семьёй, а храм закрыть, колокольня была разрушена.
В 1950-е годы вокруг оставшейся части строения церкви пристроили корпуса Звенигородской фабрики игрушек. Купол церкви был снесён, была установлена пятиконечная звезда. В 1990-х годах фабрика была ликвидирована. Помещения опустели, строения стали ветшать и разрушаться.
В 1991 году инициативная группа верующих обратилась с просьбой возвратить храм Русской православной церкви. Лишь в 1997 году строение было передано, но без территории, в границах сохранившихся храмовых построек. К лету 1998 года в строениях храма были проведены работы по расчистке мусора, удалось отмыть от краски уцелевшие росписи. 19 августа 1998 года была совершена первая литургия.
Весной 2008 года все чуждые пристройки были демонтированы. К этому времени здесь было отремонтирована система отопления, исполнен новый иконостас, обновлены росписи, поставлены золочёные купола и кресты. В 2013 году вновь сооружена колокольня — храм обрёл свой первоначальный исторический вид. Чин великого освящения храма был совершён 25 ноября 2018 года митрополитом Крутицким и Коломенским Ювеналием (Поярковым). 
В 2014 году при храме начало работать общество трезвости. При храме работает воскресная школа.

## Святыни
- икона Божией Матери «Седмиезерная»,
- частичка мощей преподобного Гавриила Седмиезерского.